# Masters de Hamburgo 1989
El Abierto de Hamburgo de 1989 fue un torneo de tenis jugado sobre tierra batida, que fue parte de las Masters Series. Tuvo lugar en Hamburgo, Alemania, desde el 8 de mayo hasta el 14 de mayo de 1989.

## Campeones

### Individuales
Ivan Lendl vence a  Horst Skoff, 6-4, 6-1, 6-3

### Dobles
Emilio Sánchez /  Javier Sánchez vencen a  Boris Becker /  Eric Jelen, 6-4, 6-1